# رز کاستیل
رز کاستیل (انگلیسی: Rosa de Castilla; ۳۰ مهٔ ۱۹۳۲ – ۱ اوت ۲۰۲۲) خوانندگی، بازیگر اهل مکزیک بود.